# Famille d'Helmstatt
La famille de Helmstatt est une famille noble allemande possessionnée dans le  Kraichgau et l’Odenwald et dont une branche dite de Dürrkastel (Château-Voué) s’implanta au XVe siècle en Lorraine allemande.

## Historique

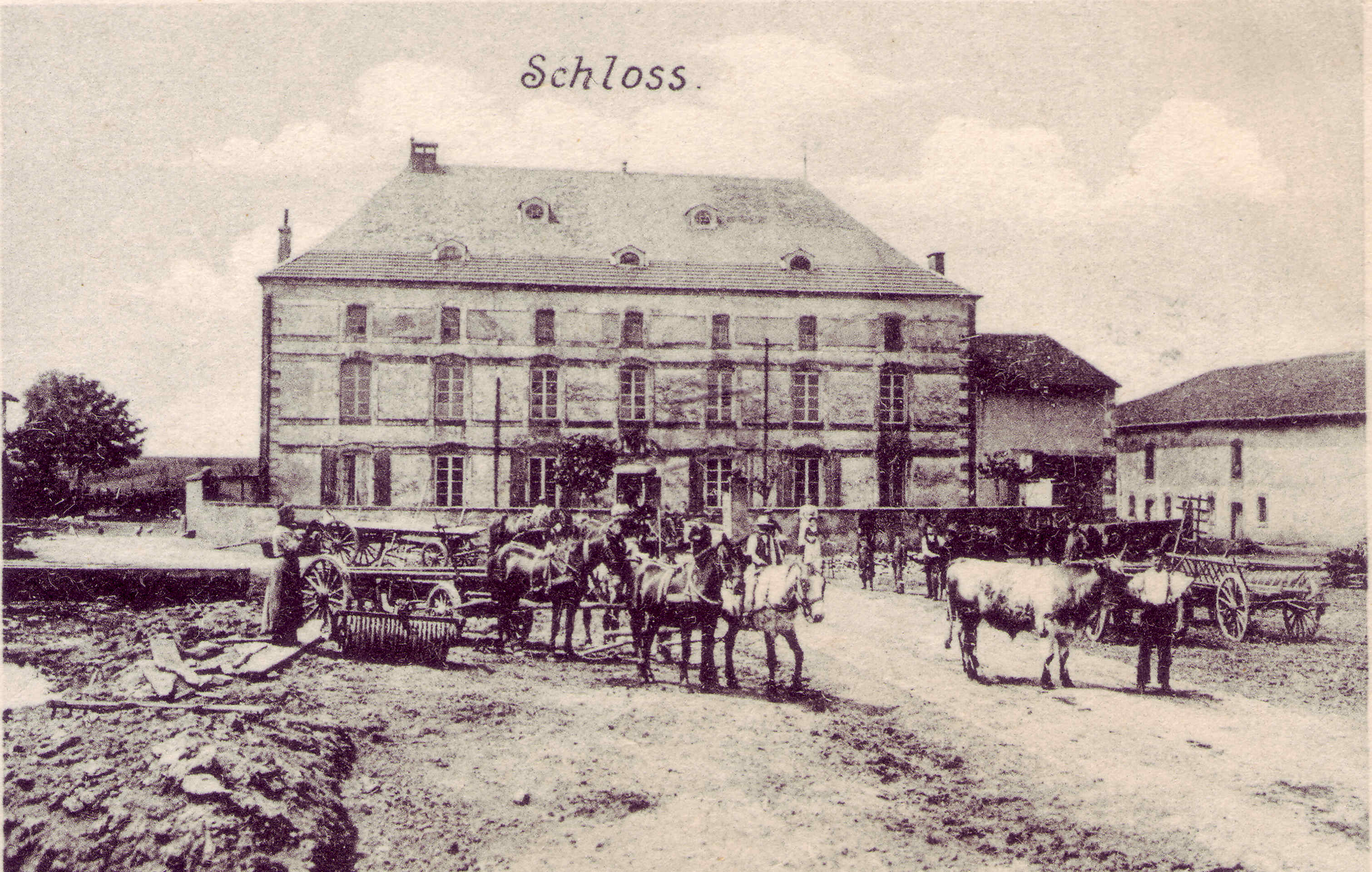
Ancien château des comtes de Helmstatt à Francaltroff (Moselle) d'après une carte postale de 1905

Elle descend de Raven de Wimpina zu Rappenau  qui vivait au XIIe siècle et qui  semble être l’ancêtre commun  des familles de Helmstatt, des Göler von Ravensburg et des Mentzingen,.
Elle tire son nom de la ville d‘Helmstadt, située non loin de Neckarbischofsheim où elle résidait habituellement ( Bade-Wurtemberg, arrondissement de Rhin-Neckar, district de Karlsruhe ) et où se situait le centre de ses intérêts en Allemagne.
Elle portait en Allemagne le titre de Freiherr et se glorifiait d’avoir donné trois évêques dont:
- Raban de Helmstatt, évêque de Spire de 1396 à 1438, archevêque de Trèves de 1430 à 1439 et Prince-électeur du Saint-Empire romain germanique.
- Reinhard von Helmstatt, évêque de Spire de 1438 à 1456.

## La branche lorraine des Helmstatt

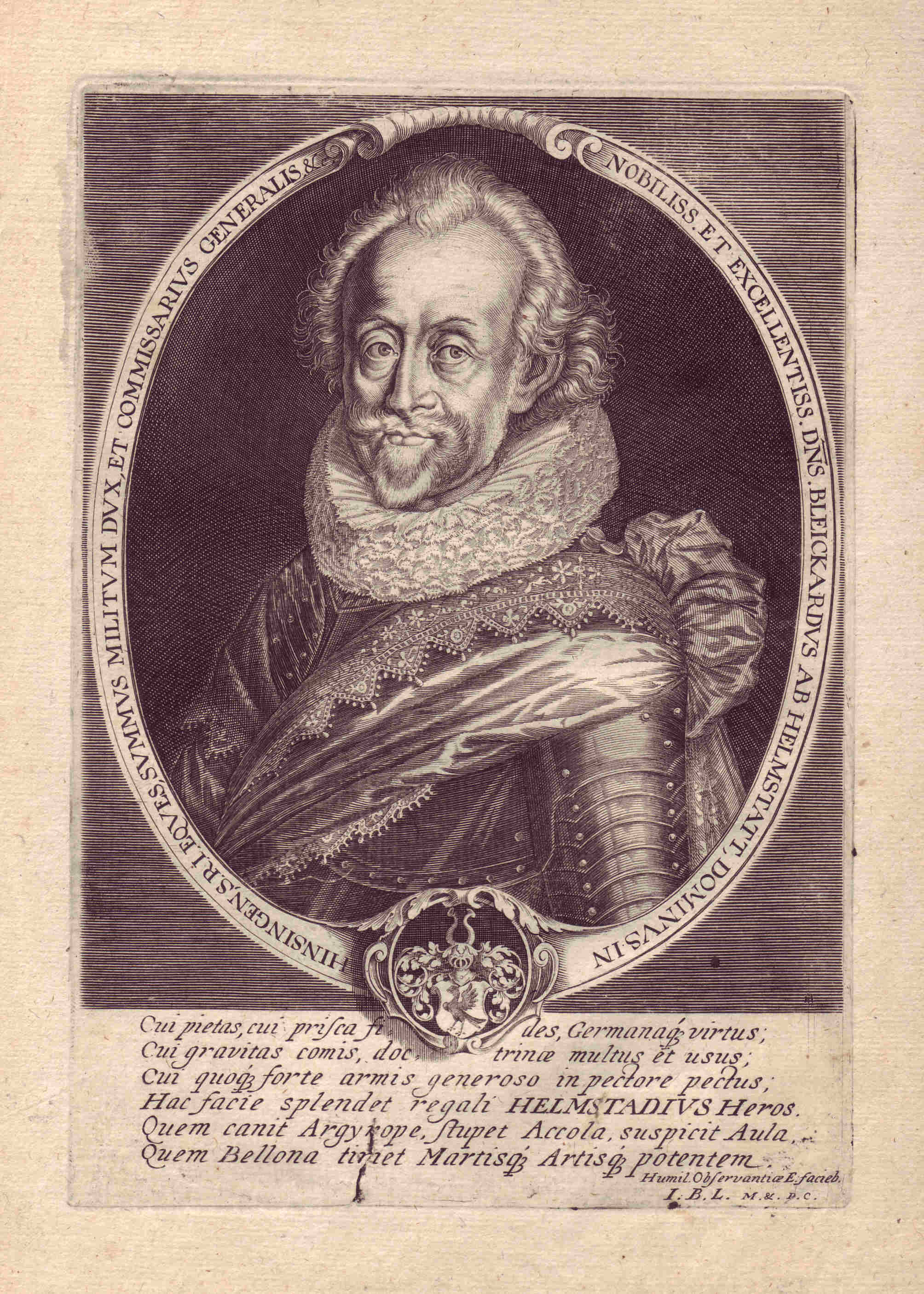
Bleickard de Helmstatt, seigneur d'Hingsange (1571-1636)

Les Helmstatt s'implantèrent en Lorraine au XVe siècle après avoir acquis par héritage une partie des seigneuries de Château-Voué  et d'Hingsange. Ils ne cessèrent au cours des siècles suivants d’agrandir leurs possessions lorraines, devenant même comtes de Morhange en 1742. Après l'occupation par la France du territoire des Trois-Évêchés en 1552 et leur cession définitive en 1648 (traités de Westphalie), les Helmstatt devinrent  vassaux du Roi de France pour leurs fiefs évêchois. Ils demeurèrent vassaux du duc de Lorraine pour le reste de leurs possessions lorraines jusqu’à la mort du duc Stanislas Leszczyński en 1766, date à laquelle la Lorraine perd son indépendance et est annexée à la France conformément aux dispositions du traité de Vienne (1738).
- Le comte Maximilien-Auguste Bleickard d'Helmstatt (1728-1802), épousa  le 12 mars 1747 à Paris Henriette Louise de Montmorency-Laval, (1733-1811), fille de Guy-Claude-Roland de Laval-Montmorency et de Marie-Élisabeth de Rouvroy de Saint-Simon[4]. Le comte de Helmstatt  était colonel d’infanterie à Mulhouse lorsqu’il fut élu député de la noblesse pour le bailliage de Sarreguemines le 30 mars 1789. Très attaché à l'Ancien Régime et refusant de suivre la majorité réformatrice, il donna sa démission de l'Assemblée constituante le 20 janvier 1790. Leur caractère mesquin et leur cupidité avaient rendu la famille de Helmstatt très impopulaire comme en témoignent les cahiers de doléances [5] de leurs sujets. Le comte de Helmstatt qui s’était réfugié avec sa famille à Neckarbischofsheim fut porté sur la liste des émigrés le 4 septembre 1792 et ses biens furent mis sous séquestre. Bien que considéré comme prince possessionné, il perdit par le traité de Lunéville du 9 février 1802 toutes ses possessions françaises sans aucune compensation territoriale.
- François Louis de Helmstatt, (1752-1841), de la ligne allemande d’Oberöwisheim-Hochhausen fut adopté en 1773 par son lointain cousin lorrain Maximilien-Auguste Bleickard qui n’avait pas d’héritiers. François Louis avait été page de la reine Marie-Antoinette à la cour de France avant d’embrasser une carrière militaire. Il épousa en 1774 la princesse  Charlotte Amédée de Broglie (1754–1795), fille de Victor-François de Broglie (1718-1804) et de Louise Augustine Salbigothon Crozat de Thiers.
- Leur  fils Auguste Marie Victor Raban de Helmstatt, comte de Morhange (1776-1842) épousa  en 1806 Henriette de Cetto, fille de l’ambassadeur de Bavière en France. Une partie des biens de sa famille lui ayant finalement été restituée par Napoléon Ier afin de permettre ce mariage, il revint en 1811 habiter Morhange avec sa jeune épouse. Il exerça les fonctions de maire de Morhange de 1815 à 1818. Séduite par le jeune marquis de Loewenstein (Anatole de la Woestine, 1786-1870) en 1815, Henriette de Cetto abandonna son mari et ses enfants. Ces déboires conjugaux furent à l’origine des excès qui conduiront à sa ruine et la vente de tous ses biens à Morhange.
- Leur fils Maximilien de Helmstatt (1810-1893) avait embrassé une carrière militaire en France mais le décès de son père l’amena à y renoncer et à s’installer à Neckarbischofsheim, région où la famille conservait plusieurs châteaux et d’importants domaines. Il mit fin ainsi à près de quatre cents ans de présence familiale en Lorraine.

La famille de Helmstatt s’est éteinte en ligne masculine à la mort de Bleickard von Helmstatt en 1952 mais leur titre comtal et leur nom subsistent par l’adoption d’un parent.